# 2005年热带风暴阿琳
热带风暴阿琳（英語：Tropical Storm Arlene）是一场规模异常之大，形成日期也比较早的热带气旋，还是活跃程度创下新纪录的2005年大西洋飓风季中首场热带低气压和首场获得命名的风暴。系统于6月8日在洪都拉斯近海形成并向北面移动，于6月10日经过古巴西部，并增强至略低于飓风标准后于次日登陆佛罗里达州西北狭长地带。风暴在继续北上深入美国内部期间减弱，于6月13日转变成温带气旋。阿琳共计造成1人死亡，经济损失约为1180万美元。

## 气象历史
2005年大西洋飓风季正式开始后不久，洪都拉斯以北海域有低气压区形成并持续，虽然受到强烈风切变的不利影响，但低气压区还是得以于6月8日在该国北部近海发展成第一号热带低气压，比2004年首场风暴的形成日期早了近两个月。低气压于当天开始北上逼近古巴西部，但由于系统非常庞大，还因强烈风切变导致结构混乱，美国国家飓风中心在正式预报中强调，风暴移动路线难以确定。不过，从之后的实际情况来看，该机构对风暴动向的预测仍然非常准确。
随着风切变减弱，低气压得以增强，于6月9日升级成热带风暴并获名“阿琳”（Arlene）。系统在非常广阔的区域内产生降水，位于中心以东约240公里的开曼群岛都测得热带风暴强度大风并降下暴雨。6月10日早上，阿琳以风力时速85公里强度从古巴最西端经过。热带风暴阿琳存在期间的结构一直很不寻常，大规模的环流内部包含有多个小规模中心，这些中心又围绕大型环流旋转，与通常情况下的内部对流核心完全不同。

即将达到最高强度的热带风暴阿琳

接下来，气旋进入墨西哥湾并进一步强化，达到风速每小时110公里的最高强度，美国国家飓风中心这时预计风暴会达到飓风强度下限。但是，阿琳接下来却因干燥空气侵入环流而减弱。6月11日下午，风暴以持续风速每小时95公里强度从佛罗里达州彭萨科拉以西不远处登陆。由于风暴产生的风力和降水主要集中在中心以东和北面，所以系统登陆前很久就开始对陆地产生影响。1995年大西洋飓风季，飓风阿利森曾以强热带风暴强度吹袭同一地点，阿琳则是其后登陆当地的最强风暴。阿琳于登陆当晚降级成热带低气压，但在北上深入美国内陆期间一直都属于热带天气系统。6月13日，系统在密歇根州弗林特东北方向不远处上空转变成温带气旋，最终于次日被更大规模的天气系统吸收。

## 防灾措施
6月10日风暴登陆前，古巴西部、开曼群岛和干龟群岛收到热带风暴警告。阿琳尚在古巴上空期间，西至路易斯安那州摩根城，东抵佛罗里达州湾县南部海岸的印第安帕斯（Indian Pass）之间的美国墨西哥湾沿岸地区进入热带风暴观察预警生效状态。该地区以东的小范围区域还收到热带风暴警告，并且中部还进入飓风观察预警生效状态。随着气象机构预计气旋会强化至飓风标准，路易斯安那州珀尔里弗到印第安帕斯之间地区收到飓风警告。阿琳第2次登陆8小时后，所有警告均予取消。
佛罗里达州州长杰布·布什在风暴第2次登陆两天前宣布全州进入紧急状态，并在相应地区部署救灾恢复队。政府向所有墨西哥湾沿岸公路以南地区发出撤离令，其中包括彭萨科拉海滩（Pensacola Beach）、艾斯康比亚县的波地多岛（Perdido Key），以及依纳拉里提角（Inerarity Point）。沃尔顿县政府向生活在低洼地区和移动房屋中的居民发出自愿疏散令，该县还在自由港开设有1家避难所。艾斯康比亚县则开设有4家避难所，另有1家专为有特别需要的居民准备。
风暴登陆两天前，有36个石油平台和16口钻井上的工作人员疏散，原油因此减产约5亿7500万桶，占年产量的0.109%，停工的钻井还令6月13日的产量降低了3.87%。

## 影响

### 古巴
6月9至10日，热带风暴阿琳在古巴西部上空产生暴雨，多个城市的学校因此关闭。不过降水也有一定的积极影响，当地之前正遭受严重干旱，所以气旋带来的水分缓和了旱情。。估计风暴给当地带去的降雨量达250毫米，可能因此引发洪灾和泥石流。

### 美国
远离环流中心的迈阿密海滩有位女性因遭遇离岸流死亡，这也是阿琳造成的唯一一起人员丧生事故。

#### 佛罗里达州

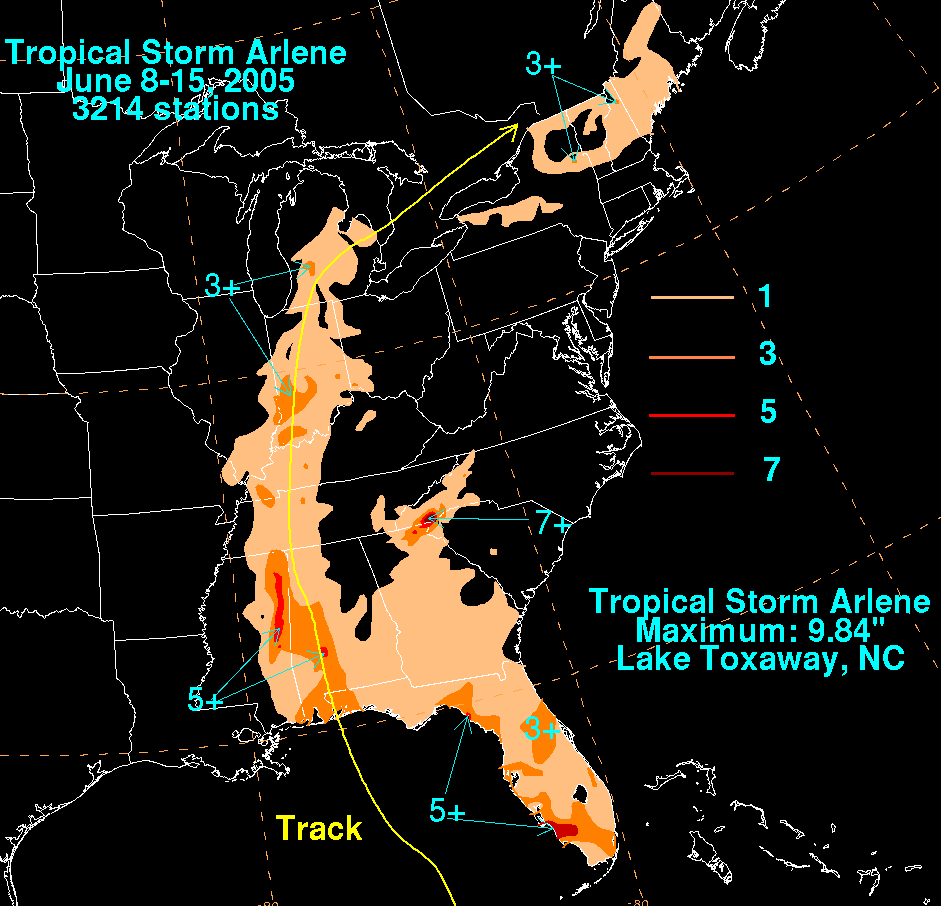
热带风暴阿琳的降水分布

气旋在佛罗里达礁岛群产生时速达95公里的阵风，导致下马泰坎伯礁岛（Lower Matecumbe Key）4套民房受损。阿琳产生的风暴潮比正常水位高0.38米。潮水带来的大浪致使基韦斯特岛的道路被淹。佛罗里达礁岛群一共遭受了约9万美元损失。
阿琳在佛罗里达州西北狭长地带降下暴雨，其中降雨量最高的是弗莱格勒县的种植园湾（Plantation Bay），有216毫米。风暴登陆期间，沃尔顿县的风暴潮有1.5米高，导致中等程度的海滩侵蚀。该地区有多条沿海道路受风暴潮和大浪的共同影响，出现中到重度破坏。沃尔顿县、华盛顿县和贝县共有500位居民失去供电。气旋在圣罗萨县南部的纳瓦拉（Navarre）催生出1场弱龙卷风，对沿途约160米区域产生轻度破坏。整个西北狭长地带一共遭受了350万美元损失，其中单皮肯斯堡（Fort Pickens）的损失数额就占到250万美元。

#### 阿拉巴马州
风暴登陆期间，阿拉巴马州沿海出现1.2米高的风暴潮，出现轻度海滩侵蚀。全州普降中到大雨，65号州际公路以西降雨量高达200毫米。莫比尔地区在3小时内就降下152毫米雨量。洪水令多条道路暂时无法通行，其中1条被完全冲毁。州内持续风速约在每小时30至50公里之间，部分地区测得的阵风时速超过95公里。大风刮倒许多树木，还令多条输电线缆中断，数千人家中停电数小时之久。风暴来袭的路线与9个月前的飓风伊万类似，许多因伊万受损的树木因此倒塌。此外，许多民宅因大风受到轻微损伤。风暴的外围雨带产生许多漏斗云，但没有报道表明该州出现龙卷风。阿拉巴州的总体损失程度较轻，数额约为170万美元。

#### 其他地区
乔治亚州汤斯县降下暴雨，不断上涨的水位迫使部分居民撤离。该州北部有多条河流或溪流溢出。
密西西比州东南部降下小雨，降雨量大多在25至50毫米之间，该州总体所受影响很小。
风暴残留在印第安纳州产生暴雨，降雨量最高的埃文斯维尔达到113毫米，当地的国际机场也测得75毫米雨量。风暴产生的降水相当于当地往年6月通常降雨量的85%。气旋还催生出两场龙卷风，其中1场于6月12日在詹宁斯县海登（Hayden）的西南方向附近形成，其藤田级数达到1。这场龙卷风在陆地上行进了约8.5公里，沿途许多建筑和树木受损，经济损失约10万美元。阿琳的外围雨带还在印第安纳波利斯以南附近催生出1场0级龙卷风，刮断了部分树枝。
阿琳的残留和另一不具备热带特征的天气系统结合，令纽约州普降暴雨，局部地区在两小时内就测得高达150至175毫米的降雨量。雨水流入小溪及河流，部分正式纪录中认为洪水属500年一遇水平。山洪还引发至少1场泥石流，导致多条道路受损。洪水迫使至少20人背离家园，还有许多房屋受损。狂风刮倒树木，导致电缆中断，局部地区停电。纽约州一共遭受了650万美元的经济损失。